# Hesionides indooceanica
Hesionides indooceanica är en ringmaskart som beskrevs av Westheide och Rao 1977. Hesionides indooceanica ingår i släktet Hesionides och familjen Hesionidae. Inga underarter finns listade i Catalogue of Life.